# 禮和大樓
禮和大樓是上海市的一座歷史建築，位於四川中路670号。这座建筑原本是德商礼和洋行的办公楼。該建築被列入上海市第五批優秀歷史建築名單。